# Anton Watson
Anton Michael Watson (Coeur d'Alene, 6 ottobre 2000) è un cestista statunitense di ruolo ala piccola o ala grande.

## Biografia
Watson ha frequentato la Gonzaga Preparatory School a Spokane. Durante il suo periodo alle scuole superiori, Watson si è fatto notare dagli osservatori e si è dimostrato uno dei migliori prospetti dello stato di Washington, grazie alle sue medie eccellenti da oltre 20 punti durante il suo periodo alla Gonzaga Prep School. Termina le scuole superiori come il secondo miglior prospetto del 2019 dello stato di Washington.

## Carriera
Terminate le scuole superiori, Watson si iscrive alla Università Gonzaga. Fermato da diversi infortuni, non riesce però a mettere in mostra il suo potenziale completo.
Viene selezionato come cinquantaquattresima scelta assoluta al draft NBA 2024 dai Boston Celtics, firmando un contratto two-way.

## Statistiche

### College
| Anno      | Squadra          | PG  | PT | MP   | TC%  | 3P%  | TL%  | RP  | AP  | PRP | SP  | PP   |
| --------- | ---------------- | --- | -- | ---- | ---- | ---- | ---- | --- | --- | --- | --- | ---- |
| 2019-2020 | Gonzaga Bulldogs | 15  | 5  | 14,7 | 53,8 | 11,1 | 57,1 | 3,1 | 1,5 | 1,2 | 0,5 | 4,9  |
| 2020-2021 | Gonzaga Bulldogs | 32  | 17 | 18,9 | 63,1 | 15,0 | 65,0 | 3,3 | 1,2 | 1,2 | 0,6 | 6,9  |
| 2021-2022 | Gonzaga Bulldogs | 32  | 0  | 18,1 | 53,8 | 22,7 | 69,8 | 4,7 | 1,9 | 1,3 | 0,3 | 7,3  |
| 2022-2023 | Gonzaga Bulldogs | 37  | 37 | 29,1 | 60,8 | 33,3 | 54,8 | 6,2 | 2,4 | 1,8 | 0,7 | 11,1 |
| 2023-2024 | Gonzaga Bulldogs | 35  | 35 | 31,3 | 57,8 | 41,2 | 65,3 | 7,1 | 2,6 | 1,5 | 0,7 | 14,5 |
| Carriera  | Carriera         | 151 | 94 | 23,7 | 58,6 | 30,7 | 62,7 | 5,2 | 2,0 | 1,4 | 0,6 | 9,6  |

### NBA

#### Regular Season
| Anno      | Squadra     | PG | PT | MP  | TC%  | 3P% | TL% | RP  | AP  | PRP | SP  | PP  |
| --------- | ----------- | -- | -- | --- | ---- | --- | --- | --- | --- | --- | --- | --- |
| 2024-2025 | N.Y. Knicks | 9  | 0  | 2,4 | 44,4 | 0,0 | -   | 0,3 | 0,2 | 0,1 | 0,0 | 0,9 |
| Carriera  | Carriera    | 9  | 0  | 2,4 | 44,4 | 0,0 | -   | 0,3 | 0,2 | 0,1 | 0,0 | 0,9 |

### G League
| Anno      | Squadra       | PG | PT | MP   | TC%  | 3P%  | TL%  | RP  | AP  | PRP | SP  | PP   |
| --------- | ------------- | -- | -- | ---- | ---- | ---- | ---- | --- | --- | --- | --- | ---- |
| 2024-2025 | Maine Celtics | 37 | 34 | 29,9 | 44,1 | 31,9 | 65,1 | 5,1 | 2,0 | 1,0 | 0,3 | 12,1 |
| Carriera  | Carriera      | 37 | 34 | 29,9 | 44,1 | 31,9 | 65,1 | 5,1 | 2,0 | 1,0 | 0,3 | 12,1 |